# Gymnoscelis minima
Gymnoscelis minima är en fjärilsart som beskrevs av W. Warren 1897. Gymnoscelis minima ingår i släktet Gymnoscelis och familjen mätare. Inga underarter finns listade i Catalogue of Life.